# Valle de Peguera

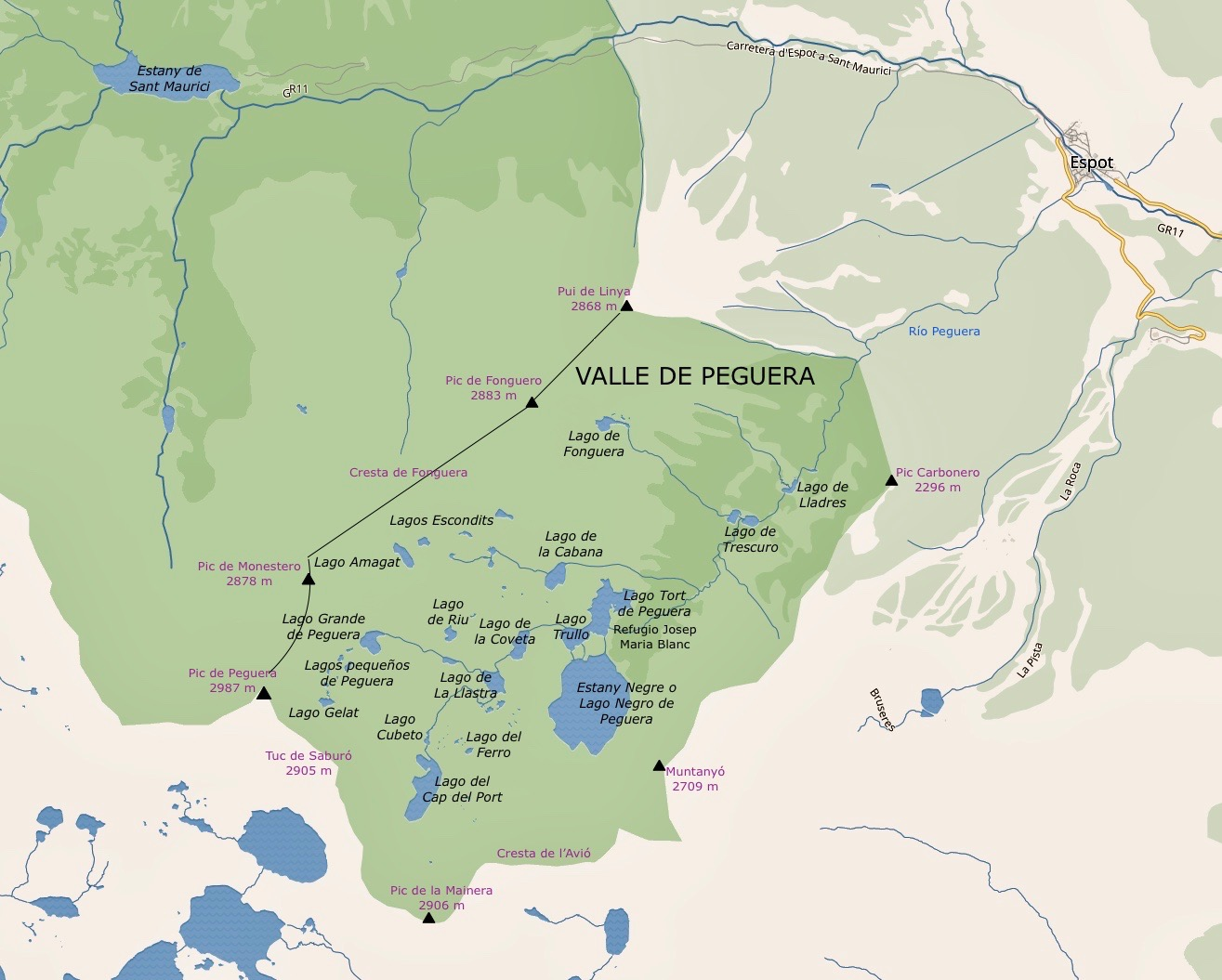
Valle de Peguera con los lagos y cimas más importantes

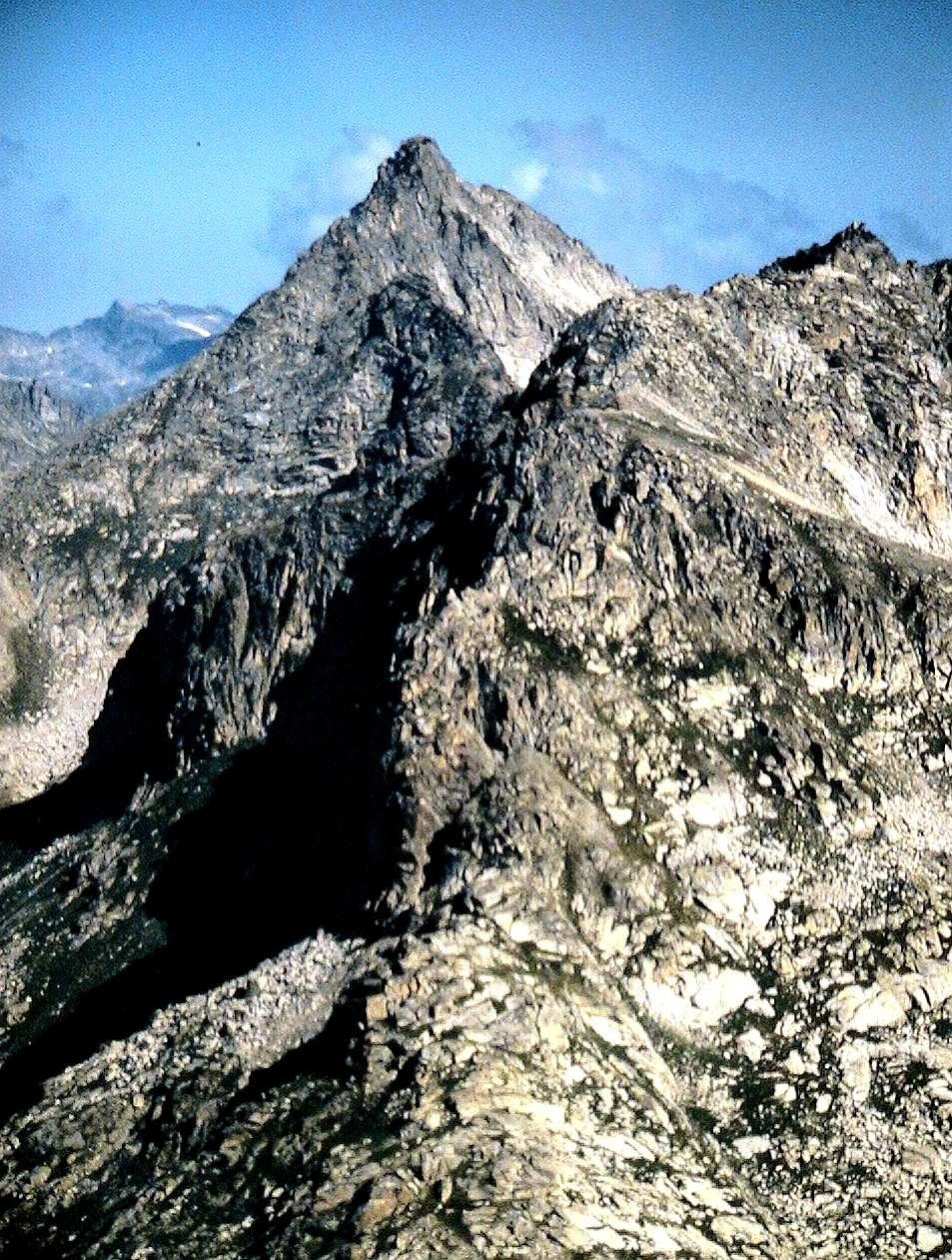
El pico de Peguera visto desde el pico de Mainera, cerrando el valle por el oeste

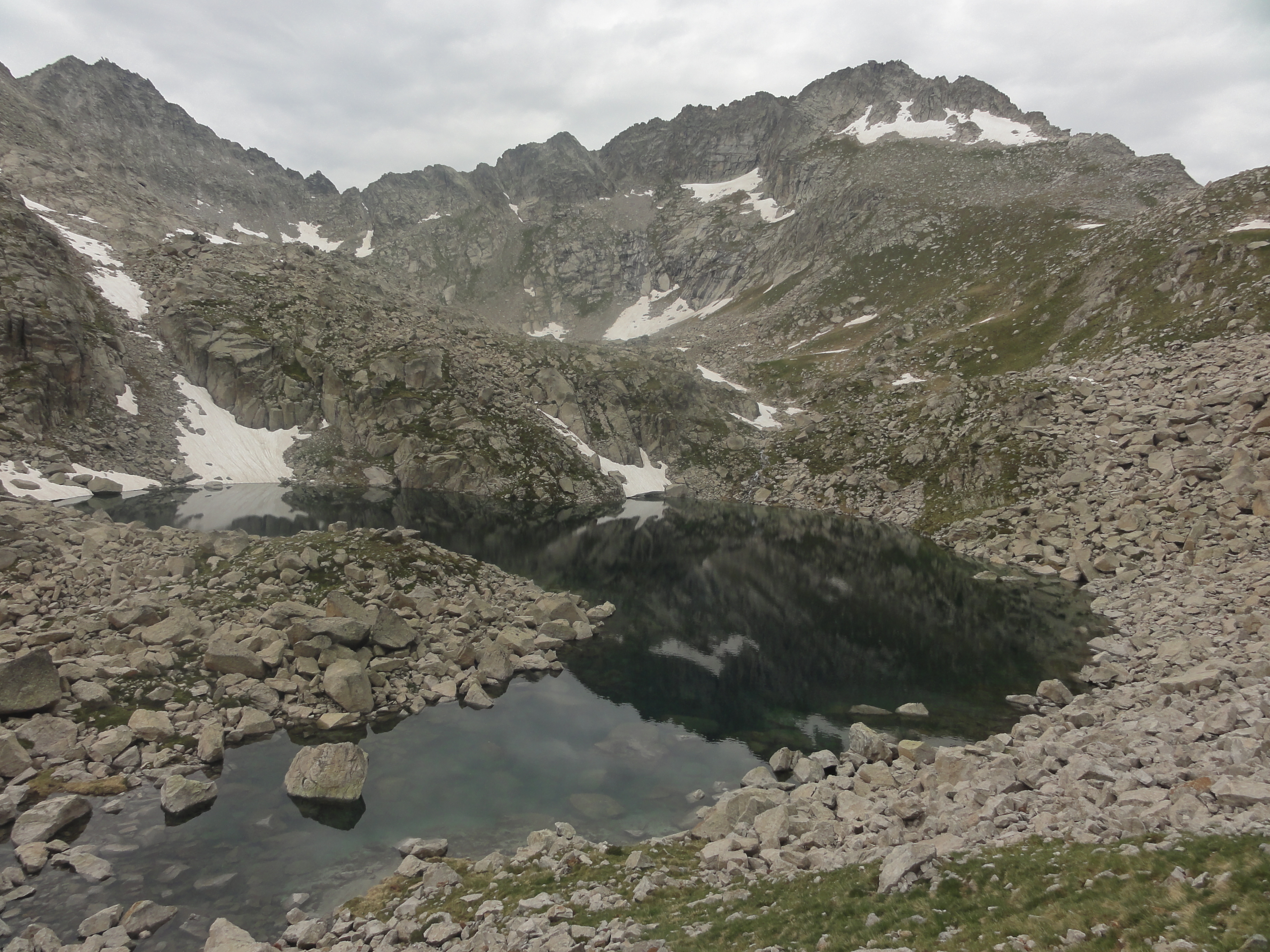
Lago Grande de Peguera y pico de Peguera

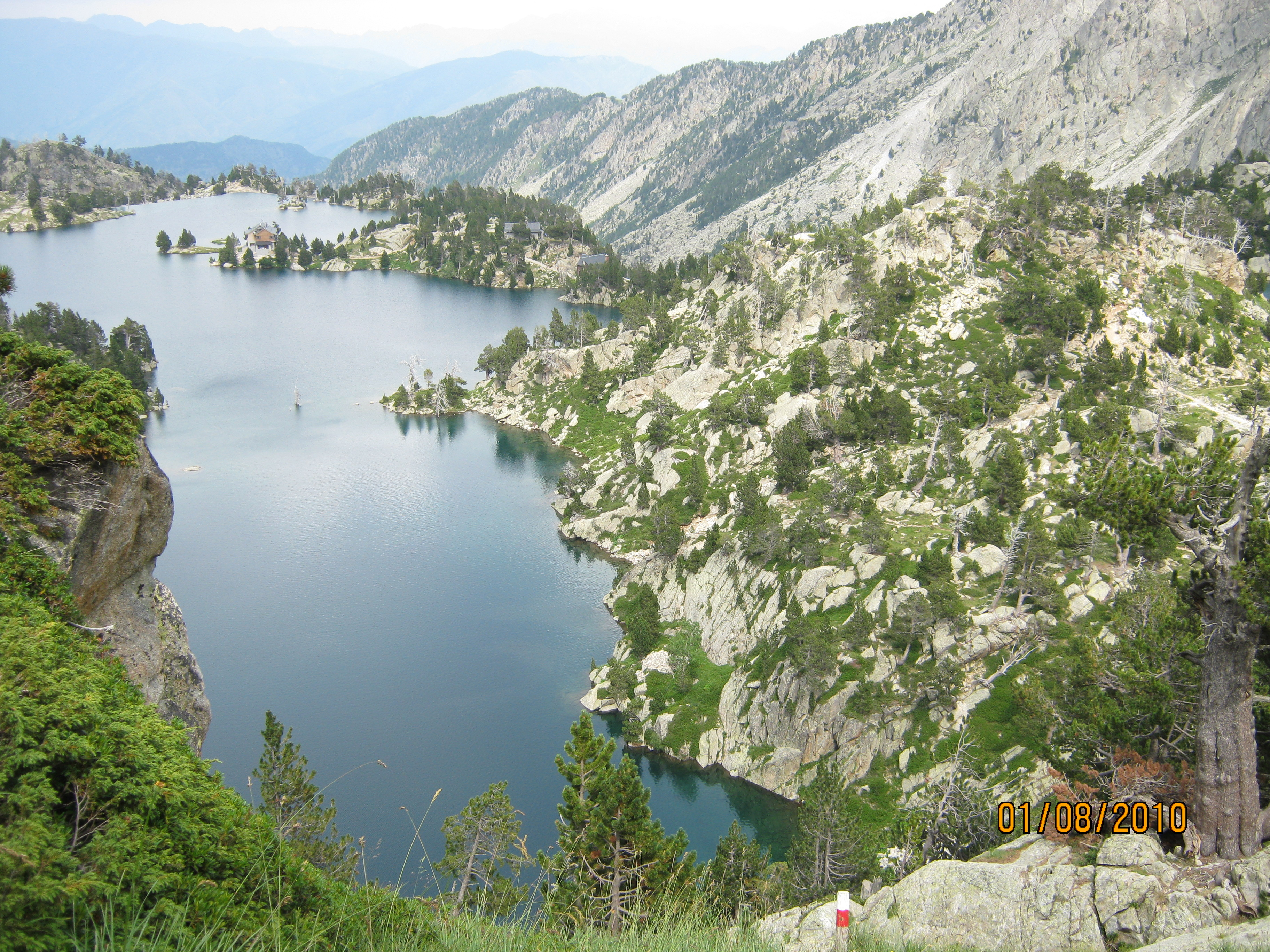
Lago Tort de Peguera con el refugio Josep Maria Blanc a la derecha.

El valle de Peguera es un valle de alta montaña en el Pirineo de Lérida, en la comarca del Pallars Jussá, en el término municipal de Espot. Se extiende de sudoeste a nordeste, a lo largo de unos 8,5 km en línea recta, entre los 2982,7 m del pico de Peguera y los 1350 m del pueblo de Espot, donde el río Peguera desemboca en el río Escritá.

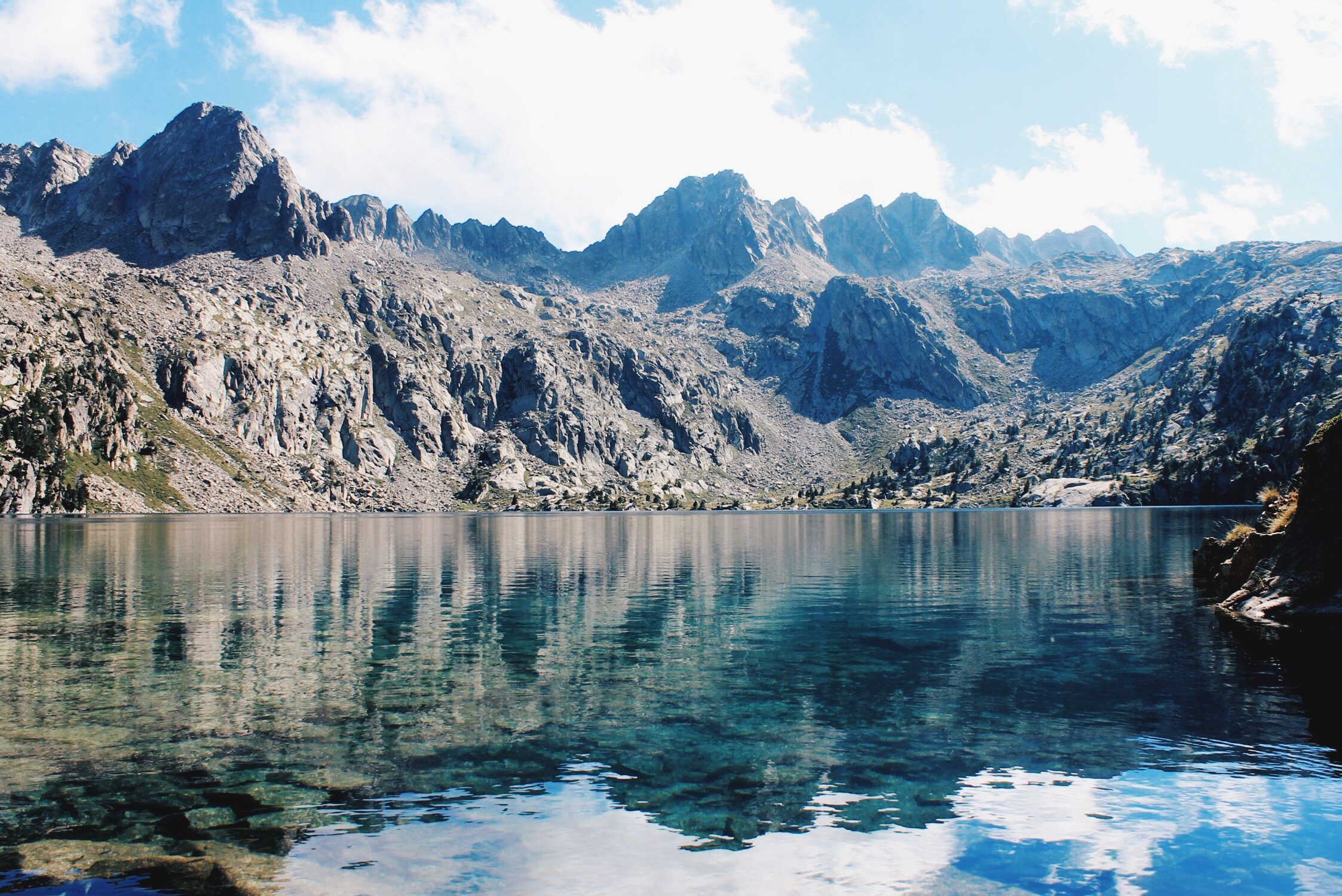
Estany Negre de Peguera

El valle se encuentra en la dorsal granítica de los Pirineos, con una antigüedad de al menos 200 millones de años. La altitud, que dio lugar a un amplio sistema de glaciares en toda la región, ha formado más de una veintena de lagos glaciares que desembocan en el río Peguera. Algunos lagos han sido represados y unidos por canales para aumentar su nivel y asegurar el caudal que alimenta la central hidroeléctrica de Lladres. 
La vegetación es escasa. Los bosques de pinos silvestres y pinos negros apenas alcanzan los 2300 m del lago Negro. Luego solo hay prados y el roquedo de granito.
Entre los lagos glaciares, de muy diversos tamaños, destacan:
- Lago de Lladres, a 2025 m, embalsado por la presa de la Font Grassa, cuyas aguas desaguan en la central de Lladres.
- Lagos de Trescuro o estanys de Trescuro, a 2046-2048 m, son dos lagos pequeños y muy cercanos, con un pequeño desnivel. Ambos tienen 0,8 ha de superficie y 5 m de profundidad. El inferior recibe las aguas del río Peguera, que desemboca entre ambos, con una cuenca de cerca de 1000 ha, y el superior tiene una pequeña cuenca de 42 ha, procedente de Fonguera. Los dos lagos están rodeados de bosques de pino negro y rododendros. Por encima del bosque hay prados de Festuca eskia, azaleas (rododendros), matas de cervuno y Carex curvula. En los lagos hay turberas de Carex nigra y por debajo del agua, Potamogeton berchtoldii, Sparganium angustifolium, ranúnculo acuático, Subularia, Isoetes echinosporum, Myriophyllum alterniflorum y Nitella sp. en el fondo. En los lagos hay trucha común y piscardo. En las zonas más someras hay rana bermeja. Estas condiciones se pueden aplicar a la mayoría de lagos, salvo los que están a más de 2300 m.[2]
- Lago de Fonguera, a 2545 m, debajo del pico de Fonguero, al norte. Desagua en el lago de Trescuro.
- Lago Tort de Peguera, represado, a 2320 m, junto al refugio Josep Maria Blanc. Desagua en el lago de Trescuro a lo largo del río de Peguera.
- Lago Trullo, a 2320 m, es la parte superior del lago Tort de Peguera.
- Lago Negro de Peguera o estany Negre de Peguera, represado por la presa del estany Negre, a 2337 m, tiene una superficie de 31,4 ha y una profundidad máxima de 70 m, y es el más grande del valle. Desagua en el lago Trullo.[3]
- Lago de la Cabana, a 2350 m. Está enlazado con el Tort de Peguera por un canal y desagua de forma natural más abajo, en el río Peguera.
- Lago de la Coveta, a 2380 m. Desagua en el lago Trullo.
- Lago de la Llastra, a 2400 m, con un conjunto de lagos más pequeños al sur. Desaguan en el de la Coveta.
- Lago Cubeto, a 2510 m. Desagua en el lago Llastra.
- Lago del Ferro, a 2520 m. Desagua en el lago Llastra.
- Lago del Cap del Port, a 2520 m. Desagua en el lago Llastra.
- Lago Grande de Peguera, a 2575 m. Desagua por el río Peguera en el lago Llastra.
- Lagos Pequeños de Peguera, en torno a 2600 m. Desaguan en el Grande de Peguera.
- Lago Gelat, a 2635 m de altitud, debajo del Pic de Peguera y encima de los lagos Pequeños de Peguera, donde desagua.
- Lago de Riu, en la Coma del Estany de Riu, a 2490 m. Desagua en La Coveta
- Lago Amagat (o Escondido), endorreico, a 2600 m.
- Lagos Escondits, media docena de lagos entre 2550 y 2590 m en la Coma dels Estanys Escondits (o de los Lagos Escondidos), al norte del valle, todos ellos desaguando en el Lago de la Cabana.

El valle está cerrado por una cadena de montañas, entre las que destacan, de norte a sudoeste hasta el pico de Peguera y luego hacia el sudeste, los siguientes relieves
- Pui de Linya, 2868 m, al norte.
- Pico de Fonguero, 2884,5 m, al sudoeste del anterior.
- Cresta de Fonguera, 2855 m, bajo la que se encuentran los lagos Escondidos.
- Pico de Monestero, 2878 m.
- Collada de Monestero, 2716 m.
- Pico de Peguera, 2982,7 m, el más occidental del valle y el más alto del Pallars Jussá. La cresta se dirige ahora hacia el sudeste, hasta el pico de la Mainera, dando lugar a sus espaldas, hacia el sudoeste, a la Vall Fosca, una de las zonas lacustres más ricas el Pirineo.
- Pico de Saburó, 2905 m, al sudeste del anterior.
- Tuc Inferior de Saburó, 2844 m, unas prolongación del anterior hacia el nordeste que cierra el lago Gelat.
- Collada de Saburó, 2668 m.
- Pico de la Mainera, 2909 m.
- Cresta de la Mainera, 2826 m.
- Cresta de l’Avió, 2781 m.
- Pico de Muntanyó, 2711 m, encima del Lago Negro, a cuyas espaldas se sitúa la estación de esquí de Super Espot.
- Pico Carbonero, 2296 m.

## Turismo
El valle forma parte del Parque nacional de Aiguas Tortas y Lago de San Mauricio. Existe una pista que asciende desde Espot por el valle del río Escritá y luego el valle de Peguera hasta el lago Negro, pero solo se pueden transitar por ella vehículos autorizados que en ocasiones ofrecen un servicio de taxis. Un camino, el GR11-20, permite subir desde Espot hasta el lago Negro a pie, con un desnivel de 1020 m, y hacer noche en el refugio Josep Maria Blanc. 
Desde el refugio, se puede acceder al refugio Ernesto Mallafré, junto al lago de San Mauricio, a través del collado de Monestero, o al refugio de Colomina, a través del collado de Saburó, en la Vall Fosca, junto al lago de Colomina, siguiendo el GR.
Existe una carrera, llamada Carros de Foc, que recorre en 5 a 7 días todos los refugios del Parque nacional de Aiguas Tortas y Lago de San Mauricio. Una de sus etapas pasa por esta zona, uniendo los refugios de Ernest Mallafré (1885 m), con el de Josep Maria Blanc (2310 m) y el de la Colomina (2395 m).